# 男涙の子守唄
「男涙の子守唄」（おとこなみだのこもりうた）は、1956年にリリースされた三橋美智也のシングル。

## 解説
A面・B面ともに詩吟入りの作品であり、B面の「あゝ田原坂」は田原坂を歌っている。120万枚のヒット作品となった。

## 収録曲
1. 男涙の子守唄
  - 作詞:高橋掬太郎／作曲:細川潤一
2. あゝ田原坂
  - 作詞:高橋掬太郎／作曲:山口俊郎